# 1830 en architecture
| Années de l'architecture : 1827 - 1828 - 1829 - 1830 - 1831 - 1832 - 1833    |
| Décennies de l'architecture : 1800 - 1810 - 1820 - 1830 - 1840 - 1850 - 1860 |

Cet article présente les faits marquants de l'année 1830 en architecture.

## Réalisations
- Fin de la construction  à Berlin de l’Altes Museum par Karl Friedrich Schinkel. Elle avait débuté en 1823.

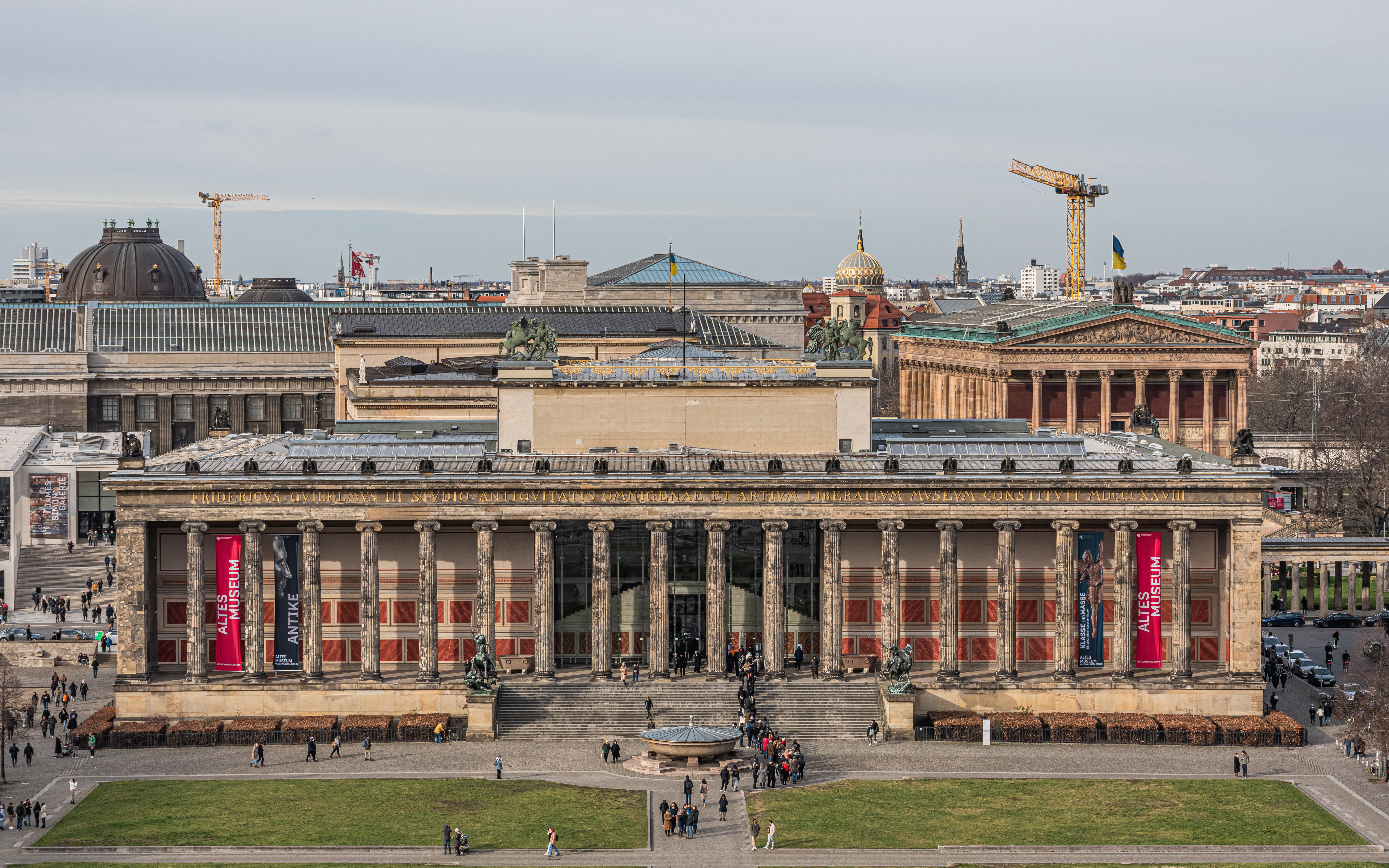
Altes Museum à Berlin (vue prise en juin 2023).

## Événements
- x

## Récompenses
- Prix de Rome : Pierre-Joseph Garrez.

## Naissances
- 11 avril : John Douglas († 23 mai 1911).
- 7 juin : Edward Middleton Barry († 27 janvier 1880).
- 19 juillet : Alfred Waterhouse († 22 août 1905).

## Décès
- 28 janvier : James O’Donnell (° 1774).
- François-Nicolas Trou dit Henry (° 1748).